# Hệ thống phần thưởng
Hệ thống phần thưởng (hay hệ thống tưởng thưởng) là một nhóm cấu trúc thần kinh đảm nhiệm chức năng tạo ra sự khích lệ (như động lực, ước ao, khát khao hoặc thèm muốn một phần thưởng), cũng như tiếp nhận những kiến thức thông qua liên tưởng (chủ yếu cũng cố hành vi tích cực và phản xạ có điều kiện), và sinh ra hóa trị cảm xúc tích cực, đặc biệt là những cảm xúc liên quan đến niềm vui như là một phần cấu thành cốt lõi (ví dụ, cảm xúc vui sướng, hưng phấn và ngây ngất). Phần thưởng là đặc tính có sức hấp dẫn cuốn hút và tạo động lực cho tác nhân kích thích thúc đẩy hành vi ham muốn, còn được gọi là hành vi tiếp cận và hành vi tiêu thụ.
Phần thưởng chính căn bản là một lớp các kích thích có lợi, tạo điều kiện cho sự sống còn của bản thân và con cái, bao gồm quá trình cân bằng nội môi (như chọn thức ăn ngon miệng) và chức năng sinh sản (ví dụ: quan hệ tình dục và đầu tư của cha mẹ vào con cái).  Phần thưởng nội tại là phần thưởng vô điều kiện có sức hấp dẫn và thúc đẩy hành vi bởi vì chúng vốn dĩ rất dễ chịu. Phần thưởng ngoại sinh (như tiền bạc hay chứng kiến đội thể thao yêu thích của mình chiến thắng trong một trận đấu) là những phần thưởng có điều kiện cũng hấp dẫn và thúc đẩy hành vi, nhưng vốn không dễ chịu. Phần thưởng ngoại sinh (bên ngoài) bắt nguồn từ giá trị động lực là kết quả từ những kiến thức đã học được (tức là, có điều kiện) với phần thưởng nội tại. Phần thưởng bên ngoài cũng có thể khơi gợi ra niềm vui (như phấn khích khi thắng được nhiều tiền trong một cuộc xổ số) sau khi được điều kiện hóa với phần thưởng nội tại.
Sự sống còn của hầu hết các loài động vật, kể cả con người tùy thuộc vào việc tối đa hóa tiếp xúc với các kích thích có lợi và giảm thiểu tiếp xúc với các kích thích có hại. Phần thưởng phục vụ cho nhận thức để làm tăng khả năng sống sót và sinh sản bằng cách tạo ra sự tiếp cận kiến thức qua liên tưởng, khơi gợi cách tiếp cận và hành vi tiêu thụ, và việc kích hoạt những cảm xúc tích cực. Do đó, phần thưởng là một cơ chế phát triển để giúp tăng cường khả năng thích nghi của động vật.